# Antonio de Azcona Imberto
Antonio de Azcona Imberto (Estella, Corona de España, 1618 – Buenos Aires, gobernación del Río de la Plata, 19 de febrero de 1700) era un religioso que fuera elegido como el cuarto obispo de Buenos Aires desde 1676 hasta 1700, el primero que provenía de las filas del clero secular.

## Biografía
Antonio de Azcona Imberto nació en 1618 en la localidad de Estella del Reino de Navarra que formaba parte de la Corona española. En 1643 se trasladó al Virreinato de Nueva España acompañando al nuevo obispo de Yucatán, monseñor Juan Alonso de Ocón. Tras licenciarse en teología en 1644 fue ordenado sacerdote.
Acompañó a Ocón a la diócesis de Cuzco, donde se desempeñó como cura beneficiado de Anta, visitador general y juez eclesiástico del obispado del Cuzco. Cuando Ocón se trasladó años más tarde a Charcas como arzobispo lo acompañó nuevamente y fue nombrado párroco, vicario y juez eclesiástico de la ciudad de Potosí.

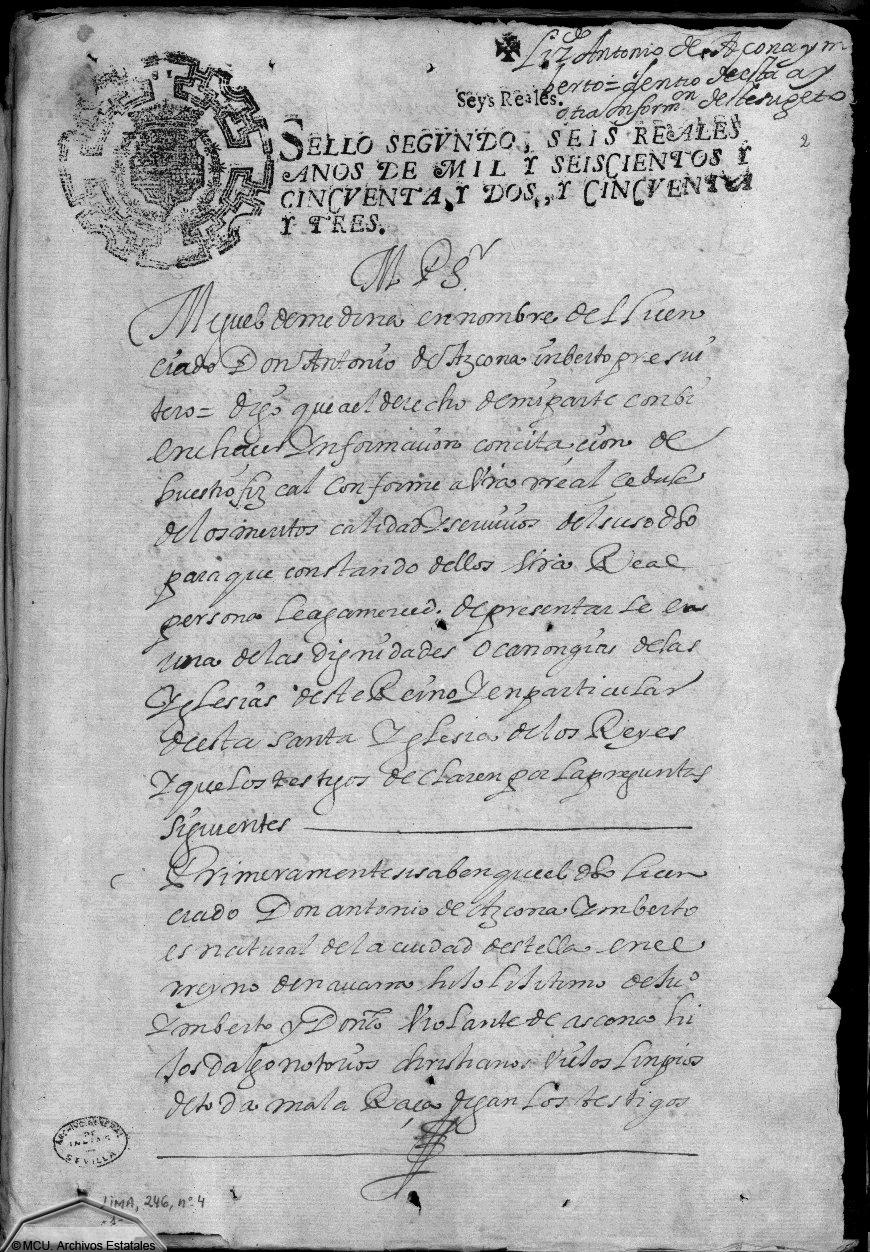
Legajo de Azcona (1652).

Se lo consideraba como un hombre virtuoso, caritativo y modesto lo que le valió el ofrecimiento de una canonjía en la catedral de La Paz, que rechazó, y en 1671 su candidatura para obispo auxiliar de Lima.
Habiendo prosperado ese nombramiento, el 19 de octubre de 1676 fue elegido por el nuevo papa Inocencio XI, como obispo de la diócesis de Buenos Aires, vacante desde 1673. 
Azcona arribó a su nueva sede el 6 de noviembre de 1676 pero tomó posesión recién el 16 de mayo de 1677 y en septiembre recibió la consagración episcopal en Córdoba del obispo Francisco de Borja. 
Una de sus primeras medida fue gestionar ante el rey la apertura efectiva del Hospital de San Martín, que si bien en teoría se hallaba instalado en realidad no operaba por lo que los enfermos de la ciudad estaban abandonados a su suerte.
En 1678 informó al Rey acerca de las costumbres de los indígenas de su región y de la dificultad de contar con misioneros sin contar con recursos adecuados. En 1681 constituyó la Capellanía de Nuestra Señora de Luján. Ese mismo año inició la visita pastoral de su extensa diócesis, finalizándola en 1682.
En el curso de la misma visitó la ciudad de Esteco (Nuestra Señora de Talavera), e informó a la Corona que "es la más opulenta de aquella provincia del Tucumán, porque su distrito es el más fértil de toda ella, y en él tenían sus vecinos gruesas estancias de ganado que conducían a los minerales de Perú".
Durante su obispado intentó evangelizar a los indios pampas proyectando reducciones cercanas a la capital y se efectuaron intentos de los jesuitas para evangelizar la Patagonia. Al igual que su predecesor Cristóbal de la Mancha y Velazco promovió sin éxito la idea de reunir nuevamente las diócesis de Buenos Aires y la de Asunción ante la escasez de sacerdotes y la penuria económica. 

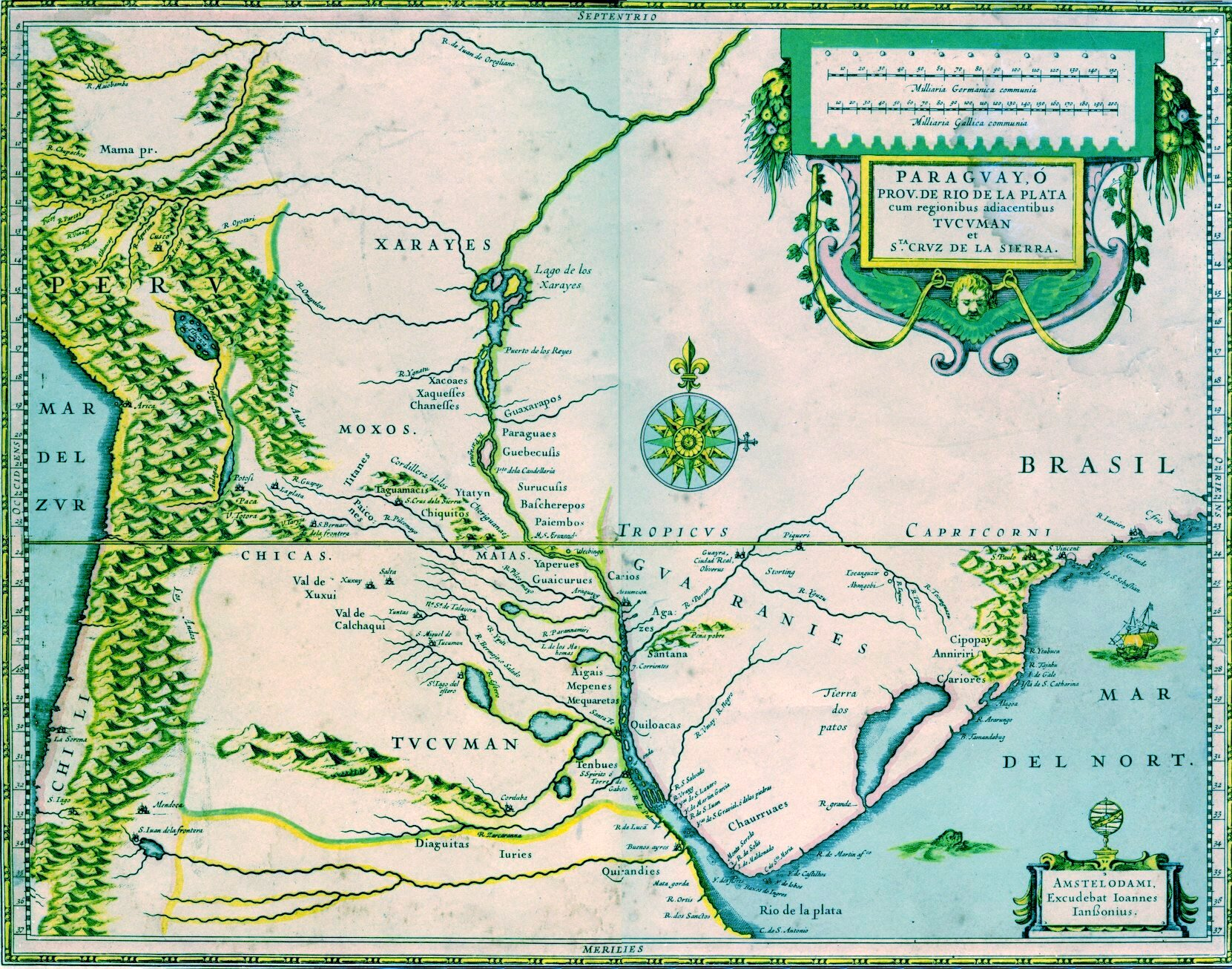
Gobernación del Río de la Plata (ca.1600).

Debió encarar la remodelación de la Catedral Metropolitana ya que pese a haberse inaugurado en 1671 los serios problemas de filtraciones y rajaduras que pronto surgieron, sumados a los daños causados por un temporal estival en 1682, hicieron caer la torre y obligaron a rehacer en buena medida la edificación.
En las obras iniciadas en octubre de 1682 y supervisadas diariamente por Azcona trabajaron más de 30 indígenas tupíes y más tarde, otros provenientes de la reducción de Santa Cruz de los Quilmes. En 1693 se concluyeron "las tres naves del cuerpo principal levantada sobre arcos de cal y ladrillo y cubierta de tejas". 
El 12 de julio de 1691 se creó en el ámbito de la Catedral la Hermandad de San Pedro con el objeto de brindar asistencia a los sacerdotes ancianos o enfermos. 
Azcona murió en Buenos Aires el 19 de febrero de 1700. El Cabildo eclesiástico nombró provisor del obispado al deán Domingo Rodríguez Armas quien permaneció al frente de la sede vacante hasta 1713. 
En abril de 1704 el rey Felipe V de España propuso al fraile agustino Juan Bautista Sicardo pero su candidatura no se sostuvo. En junio de 1708 se propuso al fraile trinitario Pedro de Fajardo, quien tras un primer rechazo, accedió en agosto de 1710.
Fajardo tuvo inconvenientes en el inicio de su viaje y renunció en 1711, por lo que al conocer el Consejo de Indias su renuncia propuso al franciscano fray Gabriel de Arregui y Gutiérrez, nativo de Buenos Aires, quien en enero de 1714 desde Córdoba dio instrucciones al deán Domingo Rodríguez de Armas para asumir en su nombre el gobierno de la diócesis.
Al no tenerse noticias en Roma de la renuncia de Fajardo ni del consiguiente pedido de anulación del Rey de su nombramiento, el 22 de mayo de 1713 el papa nombró obispo de Buenos Aires a Fajardo quien esta vez aceptó el ofrecimiento, con lo que la designación de Arregui fue revocada por la corona y finalmente se lo destinó para el obispado del Cuzco.